# عبدالله بن خردادبه

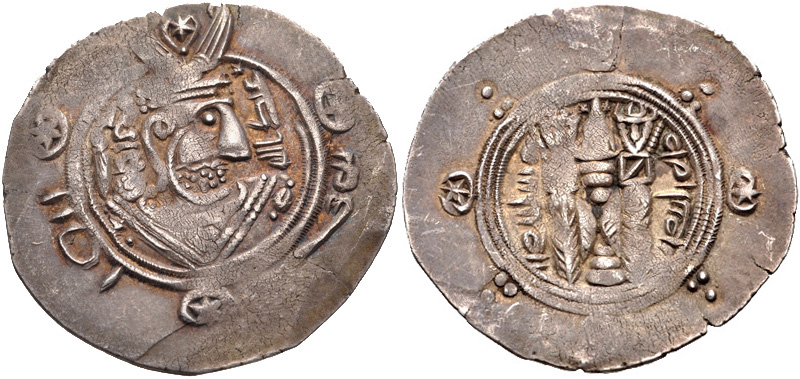
سکه زده به نام عبدالله.

عبدالله ابن خردادبه از سیاستمداران فارس و فرماندار خلافت عباسیان بود.
او پسر خردادبه، یک زرتشتی اهل خراسان بود که اسلام پذیرفت. عبدالله در حدود ۸۱۵ میلادی به عنوان فرماندار طبرستان منصوب شد و به فتح مناطق کوهستانی طبرستان از حاکمین محلی باوندیان، شروین یکم، نائل آمد. در همان سال او فعالیت‌هایی در دیلم نیز داشت و ضمن فتح دو شهر، ابولیلا (که احتمالا لقب جستان پسر مرزبان بوده) را دستگیر کرد. در ۸۱۷ او به مازیار، شاهزاده قارنوندیان، کمک کرد تا از طبرستان بگریزد و به دربار خلیفه عباسی رسد. عبدالله از دوستان نوازنده اسحاق موصلی بود.

## فتوحات
عبدالله بن خردادبه بر سرزمین طبرستان ایران در زمان خلافت مأمون فرمان‌داری می کرد و منطقه همجوار دیلم را فتح نمود و ابولیلا حاکم دیلم را دستگیر نمود و نیز اسپهبد باوندی شهریار یکم را از ارتفاعات طبرستان بیرون ساخت